# Sava Bohinjka
El Sava Bohinjka es una cabecera del río Sava en el noroeste de Eslovenia. Con 41 km de longitud, es la más corta de las dos cabeceras que se convierten en el río Sava en Radovljica, la otra, Sava Dolinka, tiene 45 km de larga. 

## Curso

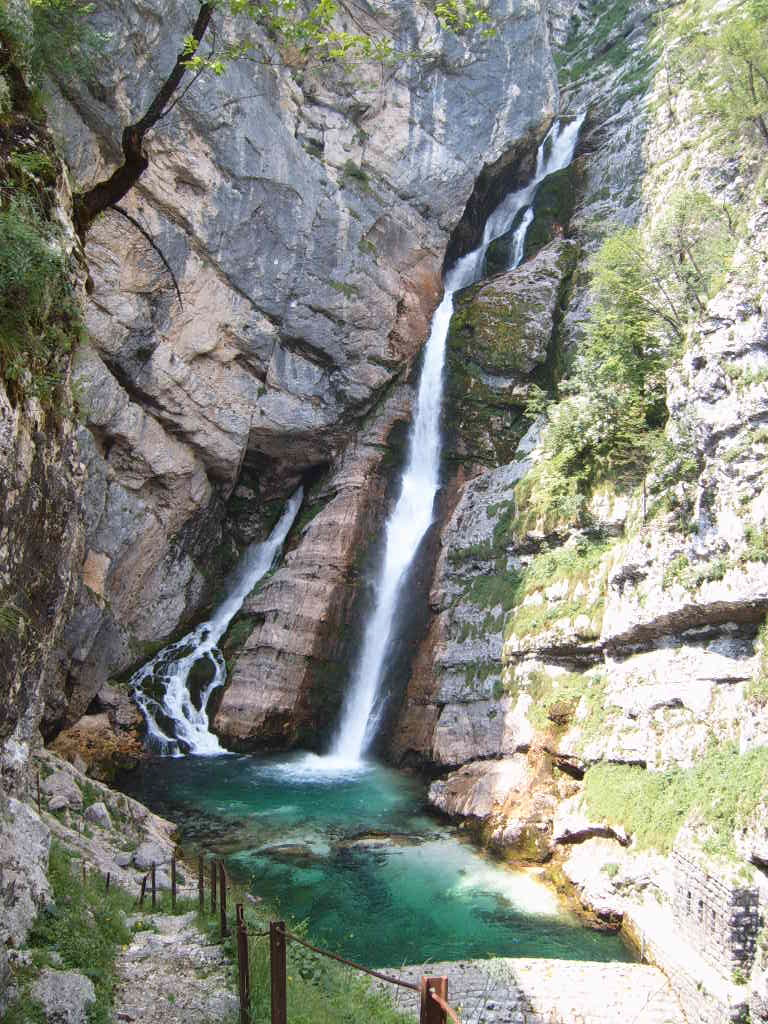
La caída de Savica con dos arroyos formando la letra A

El Sava Bohinjka se origina bajo el Risco Komarča a una altitud de 850 m, de manantiales alimentados por el valle de los lagos Triglav. Hasta que llega al lago Bohinj, el río es conocido como el Savica ('pequeño Sava'), y cuenta, en su origen, con la caída de 60 m de altura llamada caída de Savica (en esloveno: slap Savica). Luego fluye a través de la garganta de Ukanc, donde se ubica la planta de energía Savica de 3 MW, antes de desembocar en el lago Bohinj, donde crea un pequeño delta. Discurre desde el lago Bohinj como el Sava Bohinjka a través de Bohinjska Bistrica, Bohinjska Bela y cerca del lago Bled, antes de encontrarse con el Sava Dolinka cerca de Radovljica.